# Angelica genuflexa
Angelica genuflexa är en flockblommig växtart som beskrevs av Thomas Nuttall, John Torrey och Asa Gray. Angelica genuflexa ingår i släktet kvannar, och familjen flockblommiga växter. Inga underarter finns listade i Catalogue of Life.

## Bildgalleri

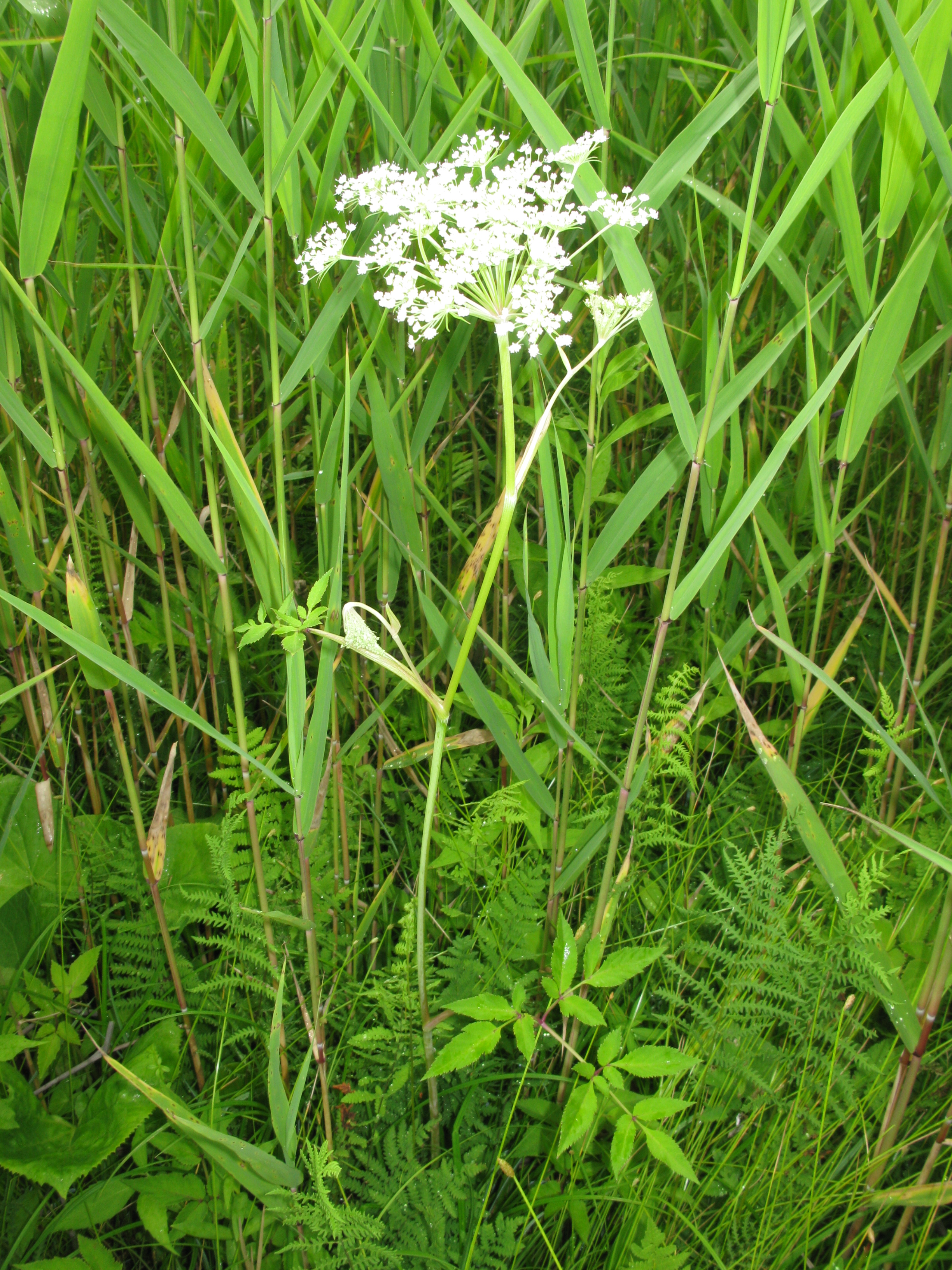
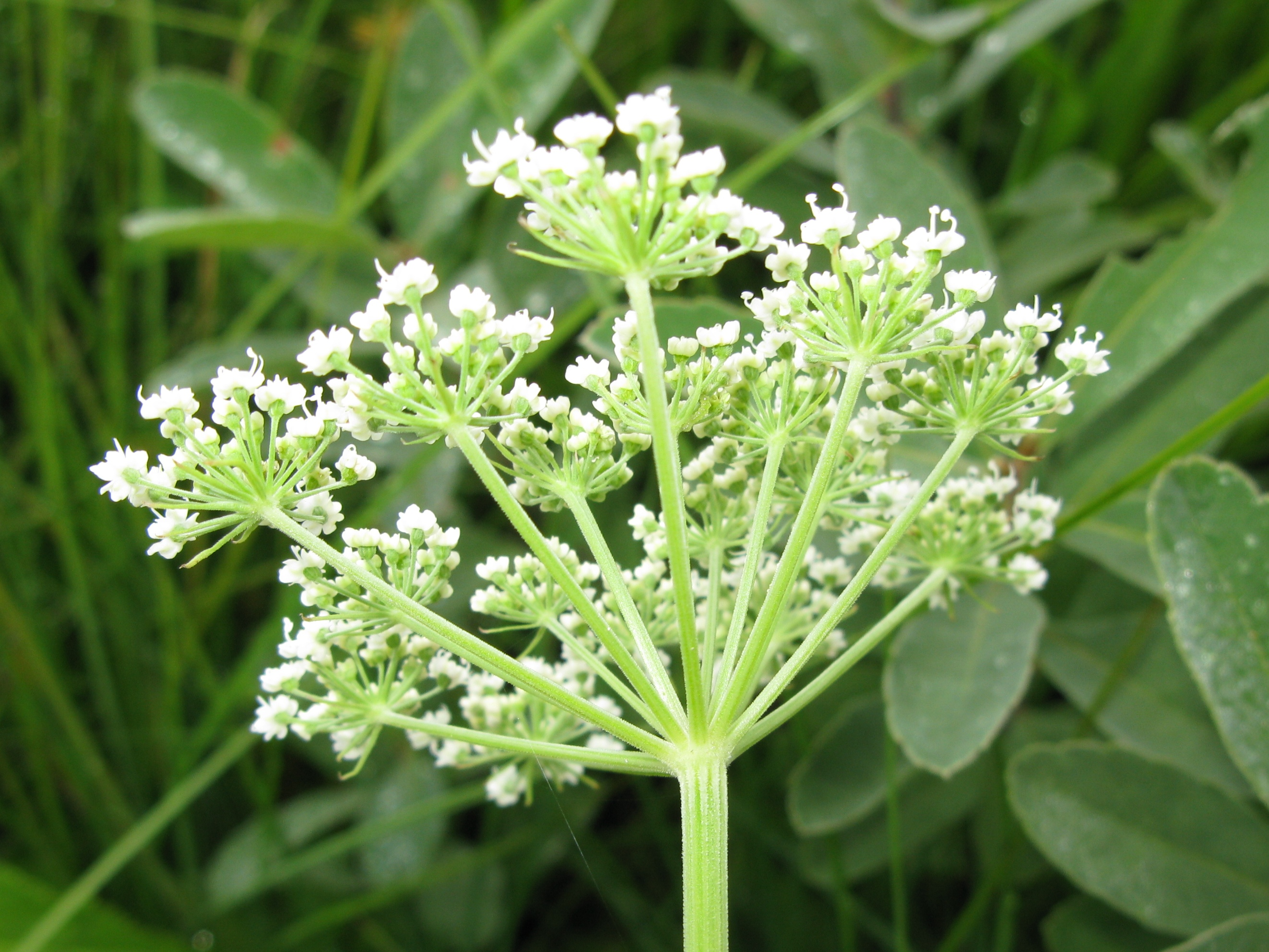
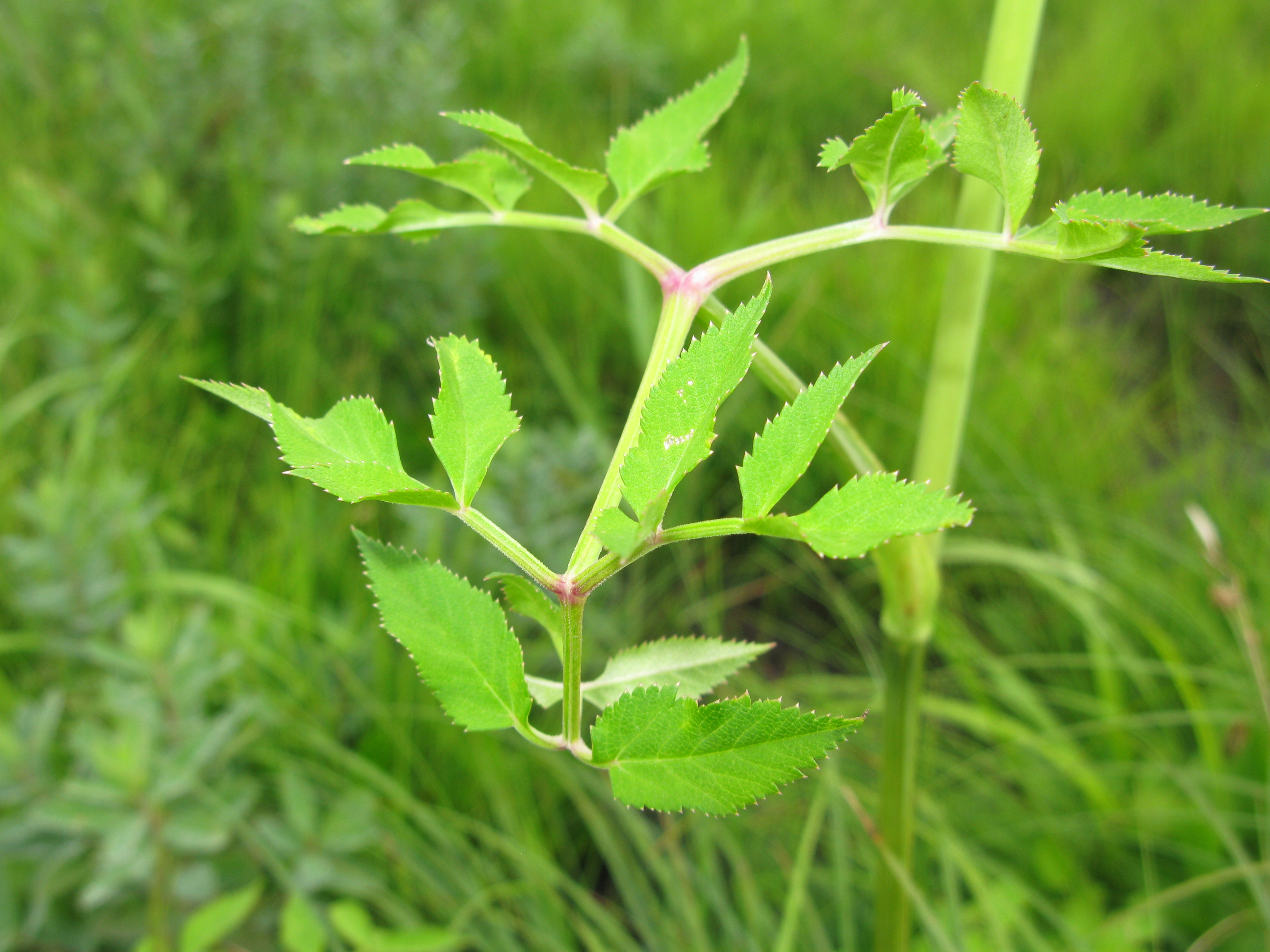
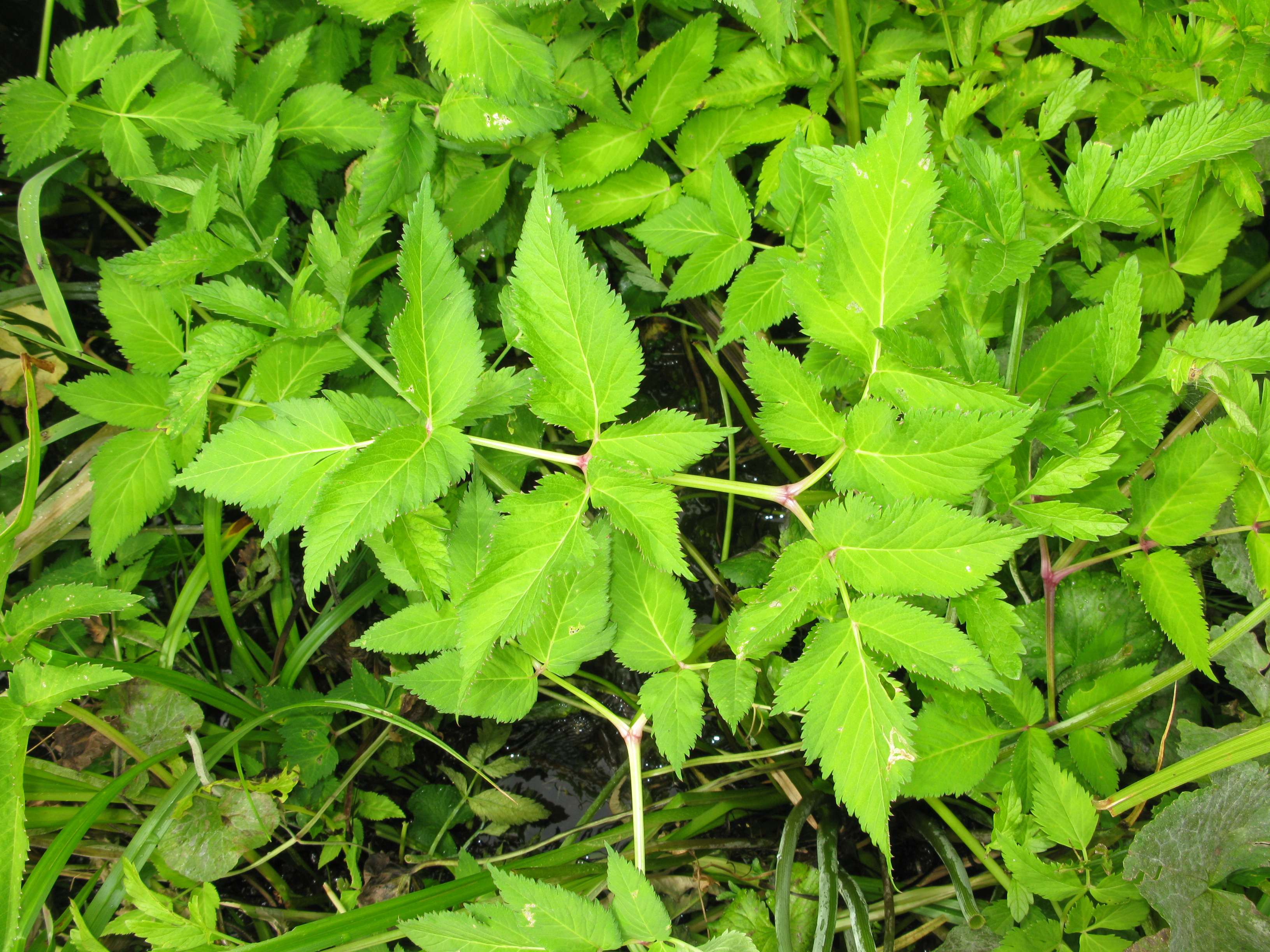
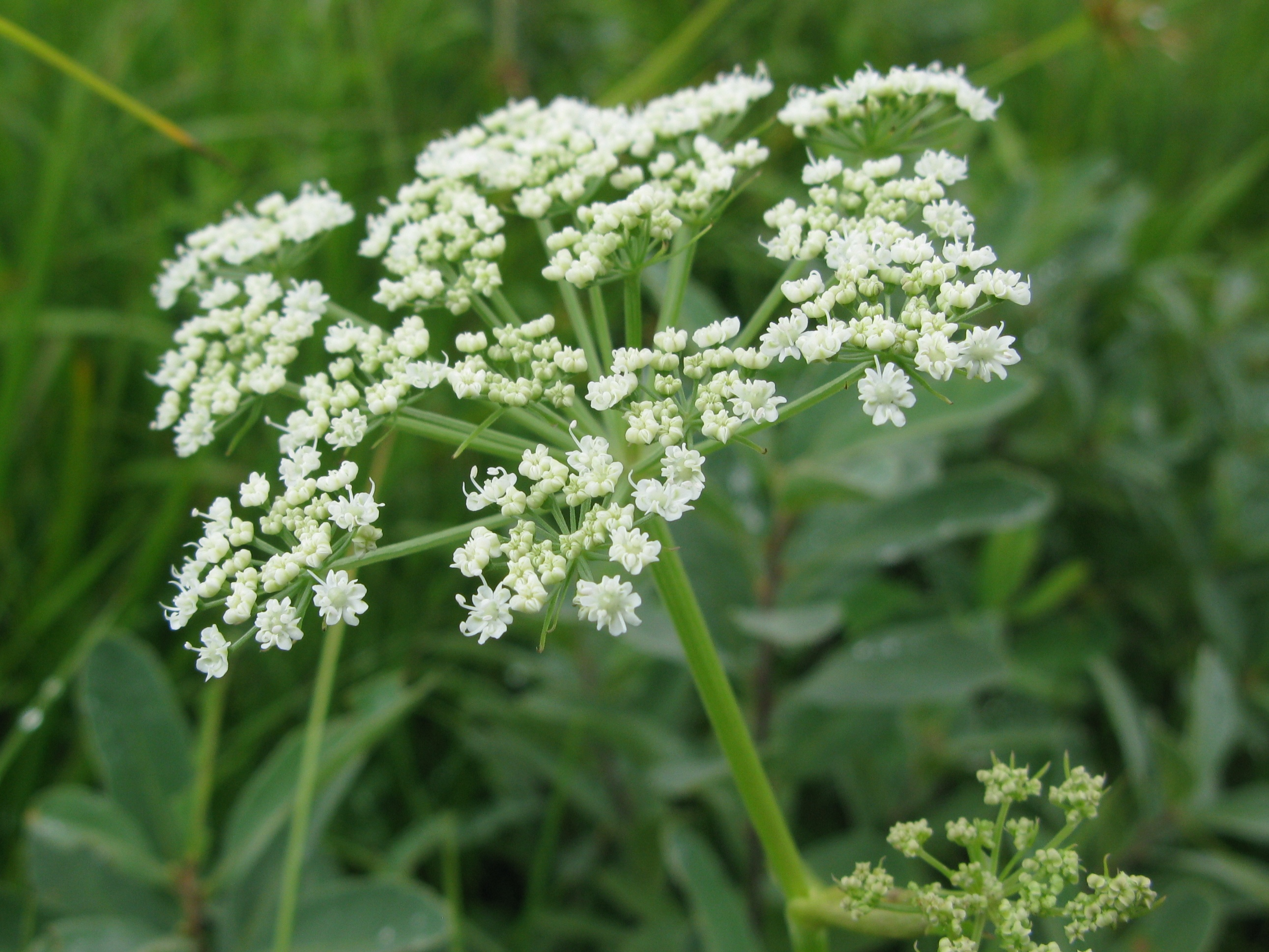
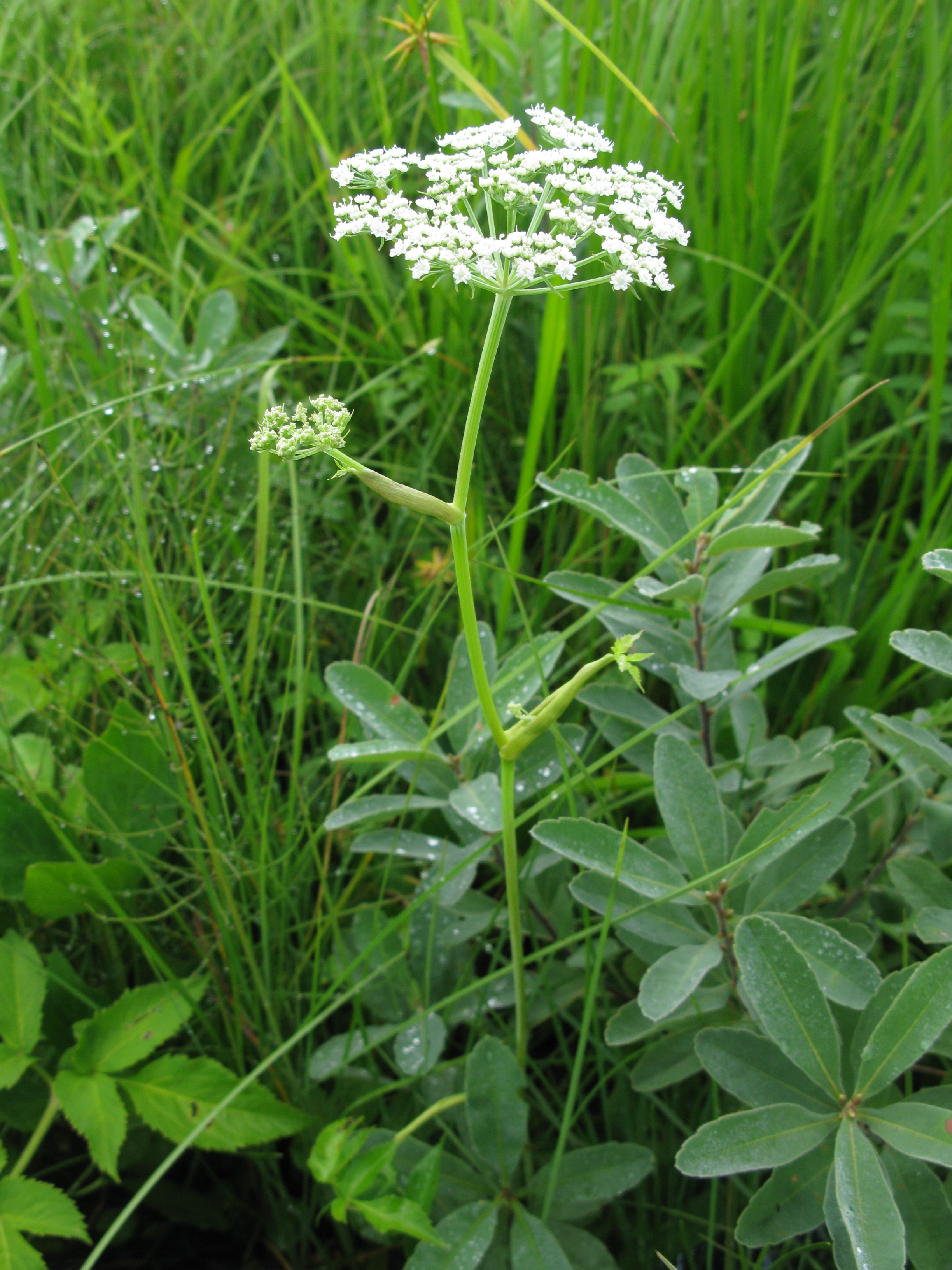